# Michelle Dockery
Michelle Suzanne Dockery, född 15 december 1981 i Romford i London, är en brittisk skådespelare.
Dockery är främst känd för sin roll som Lady Mary Crawley i TV-serien Downton Abbey – en roll som gett henne både en Golden Globe-nominering och tre Emmy-nomineringar.

## Biografi

### Uppväxt
Dockery växte upp i Romford, London. Hennes mamma var från London och arbetade inom äldreomsorgen, hennes pappas var irländare och jobbade på ett transportbolag. Hon har två systrar. Enligt henne själv hade de inte så mycket pengar men hennes uppväxt var lycklig.

### Karriär
Dockery har studerat på Chadwell Heath Foundation School i Chadwell Heath i East London. Hon gick sedan vidare och studerade på Finch Stage School. Efter detta kom hon in på Guildhall School of Music and Drama som hon tog examen från 2004. Hon scendebuterade i His Dark Materials på Royal National Theatre 2004.
Hon TV-debuterade i miniserien Fingersmith 2005 som baserar sig på Sarah Waters roman med samma namn.
2010 fick hon rollen som Lady Mary Crawley i TV-serien Downton Abbey.

### Privatliv
Dockerys vänner kallar henne vid smeknamnet "Dockers".
Dockery förlovade sig i början av 2015 med John Dineen, pr-konsult från Irland, men han dog i en ovanlig cancerform i december samma år.

## Filmografi[8]

### TV
| År        | Titel                     | Roll              | Övrigt                |
| --------- | ------------------------- | ----------------- | --------------------- |
| 2005      | Fingersmith               | Betty             | Mini-serie            |
| 2007      | Dalziel and Pascoe        | Aimee Hobbs       | 2 avsnitt             |
| 2008      | Tillbaka till Aidensfield | Sue Padgett       | 1 avsnitt             |
| 2009      | Mördare okänd             | Gemma Morrison    | 2 avsnitt             |
| 2009      | Cranford                  | Erminia Whyte     | 2 avsnitt             |
| 2012      | The Hollow Crown          | Kate Percy        | 2 avsnitt             |
| 2012      | American Dad!             | Narrator          | 1 avsnitt             |
| 2013      | Family Guy                | British Woman     | 1 avsnitt             |
| 2010–2015 | Downton Abbey             | Lady Mary Crawley | Huvudroll, 52 avsnitt |
| 2016      | Good Behavior             | Letty Dobesh      | 7 avsnitt             |
| 2017      | Godless                   | Alice Fletcher    |                       |
| 2020      | Defending Jacob           | Laurie Barber     |                       |
| 2020–2021 | Amphibia                  | Lady Olivia       | röst                  |

### Film
| År   | Titel                                 | Roll                  | Övrigt   |
| ---- | ------------------------------------- | --------------------- | -------- |
| 2006 | Hogfather                             | Susan / Death of Rats | TV-film  |
| 2007 | Consent                               |                       | TV-film  |
| 2008 | Poppy Shakespeare                     | Dawn                  | TV-film  |
| 2009 | Red Riding 1983                       | Kathryn Tyler         | TV-film  |
| 2009 | Red Riding 1974                       | Kathryn Tyler         | TV-film  |
| 2009 | The Courageous Heart of Irena Sendler | Ewa Rozenfeld         | TV-film  |
| 2009 | The Turn of the Screw                 | Ann                   | TV-film  |
| 2010 | Spoiler                               | Goth Girl             | Kortfilm |
| 2010 | Shades of Beige                       | Jodie                 | Kortfilm |
| 2011 | Hanna                                 | Falska Marissa        |          |
| 2012 | Out of Time                           | Woman                 | Kortfilm |
| 2012 | Anna Karenina                         | Princess Myagkaya     |          |
| 2012 | Restless                              | Ruth Gilmartin        | TV-film  |
| 2014 | Tough Justice                         |                       | Kortfilm |
| 2014 | Non-Stop                              | Nancy                 |          |
| 2014 | Text Santa 2014                       | Lady Mary Crawley     | TV-film  |
| 2015 | Self/less                             | Claire                |          |
| 2017 | The Sense of an Ending                | Susie                 |          |
| 2019 | Downton Abbey                         | Lady Mary Talbot      |          |
| 2019 | The Gentlemen                         | Rosalind Pearson      |          |
| 2022 | Downton Abbey: En ny era              | Lady Mary Talbot      |          |
| 2025 | Downton Abbey: The Grand Finale       | Lady Mary Talbot      |          |